# Collonychium perlatum
Collonychium perlatum is een hooiwagen uit de familie Gonyleptidae.